# Kelch-Linde

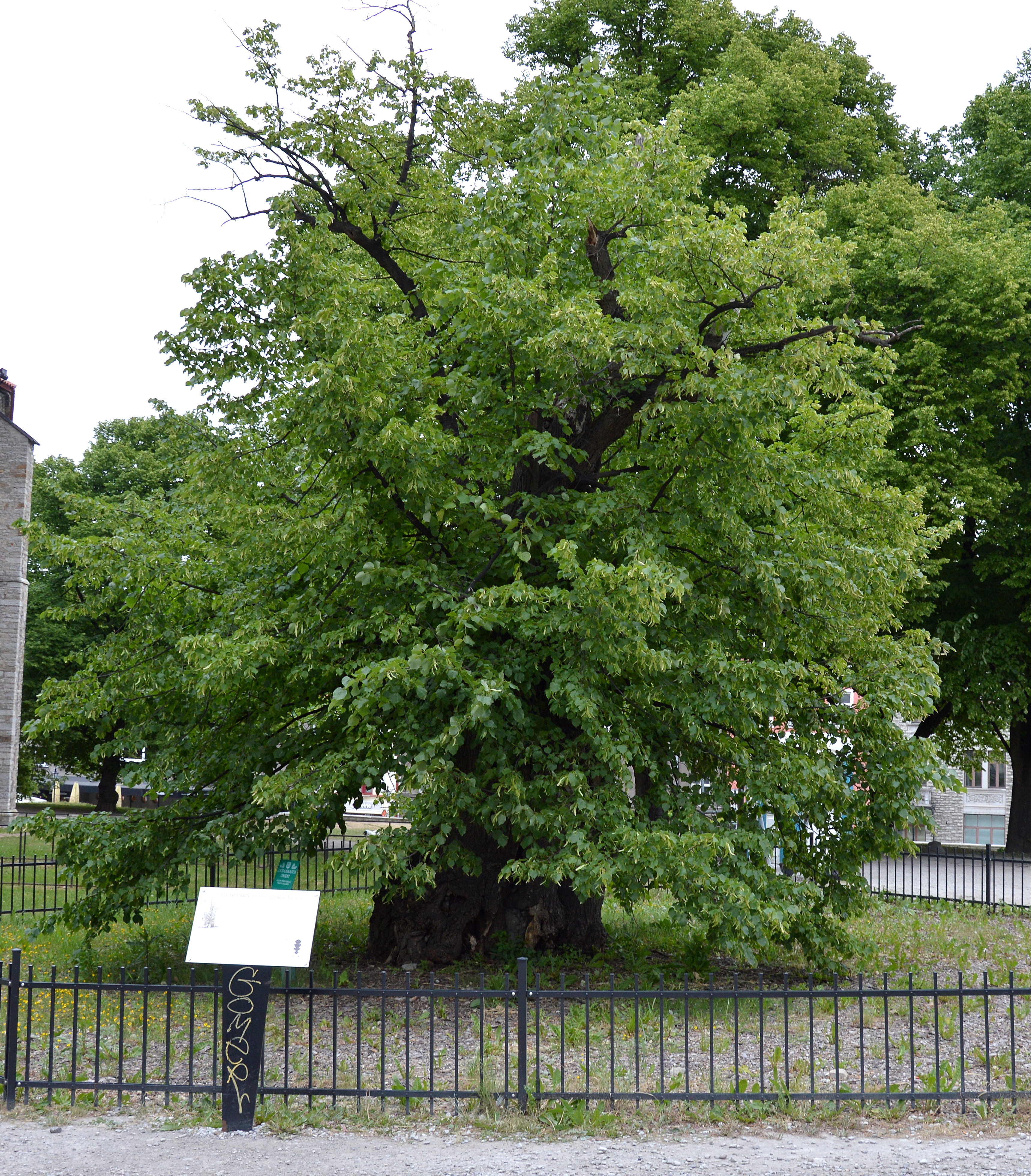
Kelch-Linde, 2018

Historische Aufnahme (undatiert), Blick von Süden

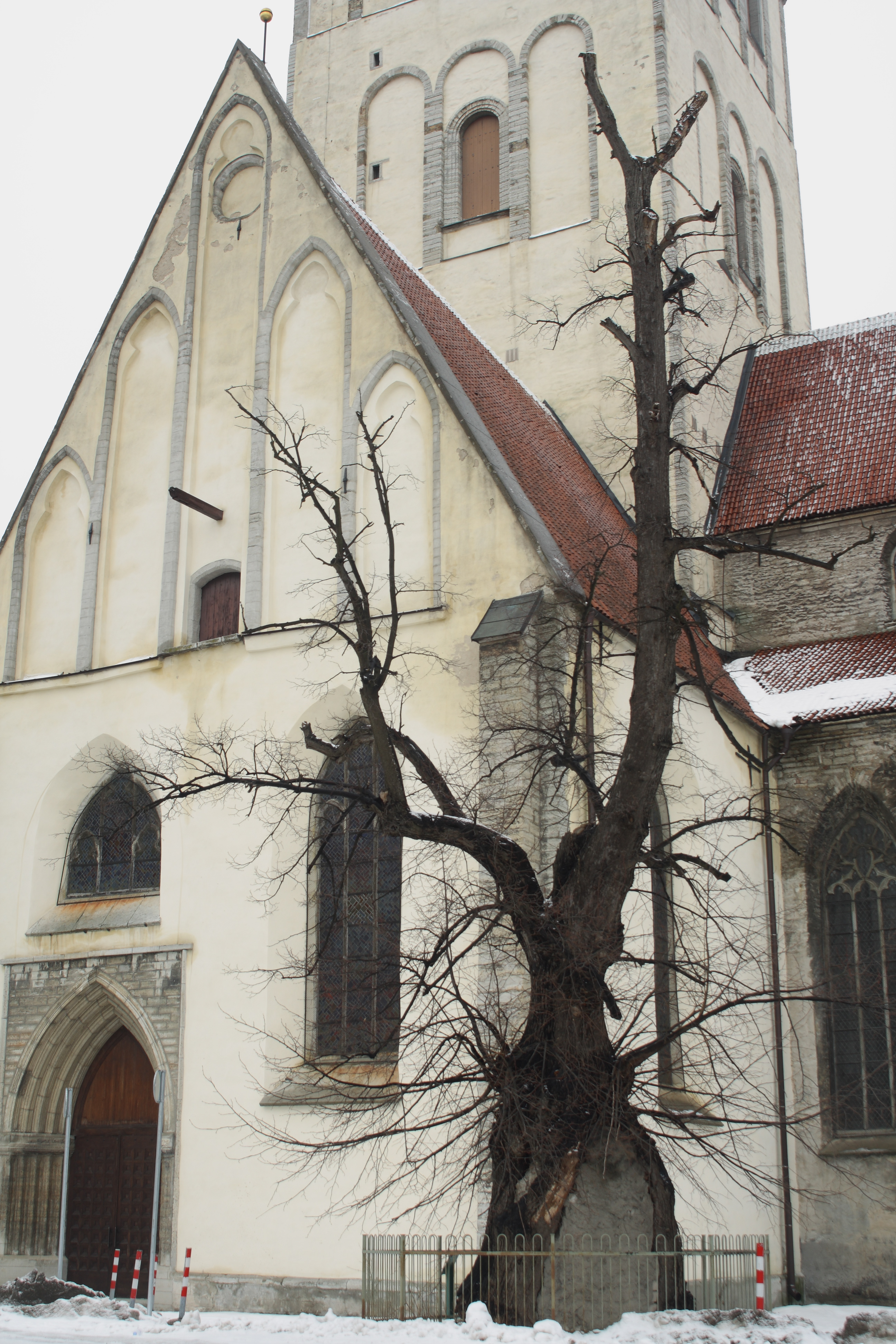
2012

Die Kelch-Linde (estnisch Kelchi pärn) ist eine Holländische Linde in der estnischen Hauptstadt Tallinn (deutsch Reval).

## Lage
Sie befindet sich in der historischen Revaler Altstadt auf der Südseite der Nikolaikirche, östlich der Ritterstraße (estnisch Rüütli tänav) und der dort befindlichen denkmalgeschützten Häuserzeile mit unter anderem dem Haus Ritterstraße 12.

## Gestalt und Geschichte
Die vermutlich um das Jahr 1650 gewachsene bzw. gepflanzte Linde gilt als der älteste Baum Revals. Eine Untersuchung im Jahr 1999 ergab als wahrscheinliches Alter 340 bis 350 Jahre. Ein Zeitungsartikel aus dem Jahr 1938 nennt als Zeitpunkt der Pflanzung das Jahr 1680. Der Name Kelch geht darauf zurück, dass zu Füßen der Linde der Pastor und Chronist Christian Kelch 1710 beerdigt worden sein soll. Kelch war 1710 als Oberpastor der Nikolaikirche vorgesehen, verstarb jedoch an der Pest, bevor er sein Amt antreten konnte.
Die Linde wies nach einer Messung aus dem Jahr 1997 eine Höhe von 18 Metern und in einer Stammhöhe von 1,3 Metern einen Umfang von 4,62 Metern auf.  Nach dem Abbruch größerer Äste wird ihre Höhe für 2015 mit acht Metern bei einem Stammumfang von 5,10 Metern angegeben. Der Baum steht unter Naturschutz, wobei ein Bereich von sieben Metern um den Baum, insgesamt 0,02 Hektar unter Schutz gestellt sind. Im unteren Teil des nur noch mit einer rudimentären Krone versehenen Baums besteht ein verschlossener Hohlraum.
Anlässlich der Auszeichnung der Stadt als European City of the Trees im Jahr 2015 wurde der Zaun um den Baum erneuert und eine Tafel mit Angaben zur Geschichte und Botanik des Baums in Estnischer und Englischer Sprache angebracht.